# Härnösands centralstation
Härnösands centralstation (även Härnösands resecentrum, som stationen kallas med busstrafiken) är en järnvägsstation i Härnösand. Byggnaden för centralstationen uppfördes 1893-94.

## Resecentrum
2012-2013 genomfördes en  ombyggnad av Härnösands resecentrum.
22 mars 2013 invigdes stationshusets tillbyggnad med dockningsstationer för bussar och väntsal, ritat av arkitektfirman ABAKO.

## Trafik
SJ:s snabbtåg mellan Stockholm och Umeå och SJ:s nattåg mellan Stockholm och Narvik/Luleå stannar i Härnösand. Norrtåg kör regionaltåg mellan Umeå och Sundsvall med uppehåll i Härnösand.